# Preparatoria Agrícola
La Preparatoria Agrícola es el departamento encargado de dar la formación de nivel medio superior a los estudiantes provenientes de nivel secundaria, y preparación Propedeútico a los provenientes de nivel medio superior, y forma parte de la Universidad Autónoma Chapingo, institución nacional de educación superior, con particular atención en las disciplinas relacionadas con el campo y el medio rural  mexicano. 

OBJETIVOS GENERALES
• 1. Formar estudiantes en el Nivel Medio Superior en las áreas de conocimiento: Básicas, Humanísticas, Sociales y Agronómicas; conscientes de su compromiso con la sociedad y con la naturaleza. Ampliamente capacitados, con espíritu crítico y analítico, con pensamiento creativo e independiente; con actitud colaboradora, con argumentos apropiados y accesibles para afrontar un mundo en constante cambio; con habilidades, destrezas y valores que posibiliten el mejor desarrollo de sus capacidades y les permita continuar su formación en niveles educativos superiores. 
• 2. Desarrollar investigación científica que contribuya al enriquecimiento de las Ciencias y Humanidades, manteniéndose receptiva a los nuevos paradigmas y valorando las tecnologías y los conocimientos tradicionales, a fin de contribuir a la solución de problemas concretos del entorno relacionados con el medio rural y de la sociedad en general.
• 3. Vincularse con el entorno mediante el Servicio, la Difusión y Extensión de la Cultura Universitaria, los servicios profesionales y demás modalidades posibles, a través de proyectos que promuevan el desarrollo social equitativo, justo y sostenible, buscando concretar resultados positivos, tanto para el Departamento y la Universidad, como para la sociedad.
• 4. Mantener una estrecha relación con los demás niveles educativos de la Universidad, a fin de cubrir de manera apropiada la función que le corresponde en la formación del profesional egresado de ésta y del cumplimiento de los objetivos de la Universidad. 
• 5. Contribuir con la Universidad en la utilización óptima de los recursos y en la preservación y enriquecimiento de su patrimonio.
HISTORIA
Desde su estancia en 1850 en el colegio jesuita de San Gregorio, luego en el convento de San Jacinto y hasta el año de 1941, en sus instalaciones de Chapingo, la Escuela Nacional de Agricultura (ENA) admitió como alumnos con educación primaria terminada. En el plan de siete años, los alumnos realizaban cuatro años de formación general y tres de especialidad. 
En 1940, el Honorable Consejo Directivo (HCD), acordó que a partir de 1941, solo se admitirían a alumnos con secundaria concluida. Sería un plan de estudios de siete años: tres de estudios preparatorios y cuatro de especialidad. El bachillerato no sería como cualquier otro, sería una preparatoria que respondería a las necesidades de las especialidades.
A partir de 1962, el propio Consejo decidió suprimir la Preparatoria para ahorrar recursos que serían destinados a las especialidades. Solo se admitirían alumnos con preparatoria. Estos, harían un año de tronco común, que más tarde, sería conocido como Propedéutico. De esta forma, la carrera de Ingeniero Agrónomo sería de cinco años: uno de propedéutico y cuatro de especialidad. Con estos cambios, ingresaron alumnos provenientes de las ciudades, provocando la reducción de la calidad académica, una alta deserción escolar de alumnos que no tenían vocación por la agronomía.
Ante los problemas generados, el 31 de agosto de 1965, el H. Consejo acordó establecer dos planes de estudio para ingresar a la especialidad. Mantuvo el plan de cinco años que incluía el año de propedéutico y cuatro de la carrera; y el de siete años que comprendía tres de preparatoria y cuatro de especialidad. En este mismo año, se creó la Preparatoria Agrícola, que inició sus labores el 14 de julio de 1966. El primer Jefe del Departamento fue el ingeniero Fidel Barreto. En 1971, se establecieron los consejos departamentales integrados paritariamente.
Por estos años, surgió una convulsión política en el profesorado y el medio estudiantil, provocada por el anuncio del gobierno de Luis Echeverría de transformar la ENA en una universidad. Esto generó una división profunda en el seno de la comunidad al surgir diversas corrientes políticas, que se enfrentaron tratando de imponer su proyecto de universidad.
La situación de la Preparatoria era tan crítica y tan inestable, que los directivos del Departamento no tardaban en sus funciones, viéndose obligados a renunciar por las presiones políticas; inclusive, llegó a haber enfrentamiento entre el HCD y la Preparatoria desconociéndose mutuamente. Finalmente, en 1978, la comunidad fue a las urnas para manifestarse con el voto por dos proyectos de universidad. El primero conocido como Estatuto A, sostenía a la Asamblea General como máxima autoridad universitaria y la permanencia de la Preparatoria; el segundo, Estatuto B, señalaba al Consejo Universitario como máxima autoridad y la exclusión de la Preparatoria. 
El resultado del plebiscito resultó favorable al Estatuto A y desde ese momento se inició la creación de la Universidad Autónoma Chapingo (UACh). Su primer rector, fue el Ing. Rogelio Posadas del Río (último director). Al igual que el resto de los Departamentos, a partir de 1978, la Preparatoria inició su reorganización en medio de diversos problemas provocados por los grupos políticos que impedían la estabilidad del Departamento. Con todo y ello, reorganizó la oficina de servicios escolares, los viajes de estudio, las áreas y las academias. Asimismo, se iniciaron estudios tendientes a transformar los planes y programas de estudio, presentándose dos proyectos: uno, elaborado por la Oficina de Investigación y de Formación de Profesores y el otro, planteado por un grupo de profesores. Los trabajos y las discusiones continuaron durante las jefaturas de los ingenieros Ramés Salcedo Baca y Raúl Reyes Bustos. Finalmente, los trabajos culminaron de manera parcial en 1996, bajo la administración del ingeniero Ignacio Miranda Velázquez, al aprobar se un nuevo plan de estudios para las generaciones de primero y segundo. Quedaron pendientes las reformas a tercer año y propedéutico.
Misión y Visión 
Desde su estancia en 1850 en el colegio jesuita de San Gregorio, luego en el convento de San Jacinto y hasta el año de 1941, en sus instalaciones de Chapingo, la Escuela Nacional de Agricultura (ENA) admitió como alumnos con educación primaria terminada. En el plan de siete años, los alumnos realizaban cuatro años de formación general y tres de especialidad. 
En 1940, el Honorable Consejo Directivo (HCD), acordó que a partir de 1941, solo se admitirían a alumnos con secundaria concluida. Sería un plan de estudios de siete años: tres de estudios preparatorios y cuatro de especialidad. El bachillerato no sería como cualquier otro, sería una preparatoria que respondería a las necesidades de las especialidades.
A partir de 1962, el propio Consejo decidió suprimir la Preparatoria para ahorrar recursos que serían destinados a las especialidades. Solo se admitirían alumnos con preparatoria. Estos, harían un año de tronco común, que más tarde, sería conocido como Propedéutico. De esta forma, la carrera de Ingeniero Agrónomo sería de cinco años: uno de propedéutico y cuatro de especialidad. Con estos cambios, ingresaron alumnos provenientes de las ciudades, provocando la reducción de la calidad académica, una alta deserción escolar de alumnos que no tenían vocación por la agronomía.
Ante los problemas generados, el 31 de agosto de 1965, el H. Consejo acordó establecer dos planes de estudio para ingresar a la especialidad. Mantuvo el plan de cinco años que incluía el año de propedéutico y cuatro de la carrera; y el de siete años que comprendía tres de preparatoria y cuatro de especialidad. En este mismo año, se creó la Preparatoria Agrícola, que inició sus labores el 14 de julio de 1966. El primer Jefe del Departamento fue el ingeniero Fidel Barreto. En 1971, se establecieron los consejos departamentales integrados paritariamente.
INFRAESTRUCTURA 
El Departamento cuenta con la siguiente infraestructura:
• 33 aulas para clases
• 32 laboratorios
• 6 auditorios
• 1 sala de usos múltiples
• 1 biblioteca-hemeroteca
• 1 laboratorio de computo para realizar trabajos (100 computadoras)
• 1 laboratorio de computo para dar clase
• 7 edificios, más complejo aulas nuevas-cubículos y cubículos en el área de catacumbas
Área experimental en Campo San Ignacio
- Datos: Q5399487